# Berčič
Berčič je priimek v Sloveniji, ki ga je po podatkih Statističnega urada Republike Slovenije na dan 20. januarja 2021 uporabljalo 277 oseb in je med vsemi priimki po pogostosti uporabe uvrščen na 1.445. mesto.

## Znani nosilci priimka
- Alja Berčič Ivanuš, pilotka (& prva vojaška pilotka v Sloveniji)
- Anže Berčič (*1990), kanuist na divjih vodah
- Bojan Berčič (*1960), balinar
- Borut Berčič (*1957), kegljavec na ledu
- Branko Berčič (1927—2013), literarni zgodovinar, bibliotekar, univ. prof.
- Fabian Berčič (*1969), grafični oblikovalec, likovni umetnk (Argentina)
- Franc Berčič - Berko (*1946), slikar, grafik
- Herman Berčič (*1941), kineziolog, univ. prof.
- Jože Berčič, športni delavec - trener smučarskih skokov
- Katja Berčič, matematičarka
- Marija Berčič (1928—2016), zdravnica dermatovernerologinja
- Marijan Berčič, publicist, domoznanec (Idrija)
- Stane Berčič, agronom
- Tomaž Berčič, arhitekt
- Vinko Berčič, alpinist, himalajist